# Monaco ai Giochi della XXI Olimpiade
Monaco partecipò ai Giochi della XXI Olimpiade, svoltisi a Montréal, Canada, dal 17 luglio al 1º agosto 1976, con una delegazione di 8 atleti impegnati in tre discipline.
Fu l'undicesima partecipazione del Principato ai Giochi estivi. Non fu conquistata nessuna medaglia.